# Jean-Pierre Riou
Pour les articles homonymes, voir Riou.

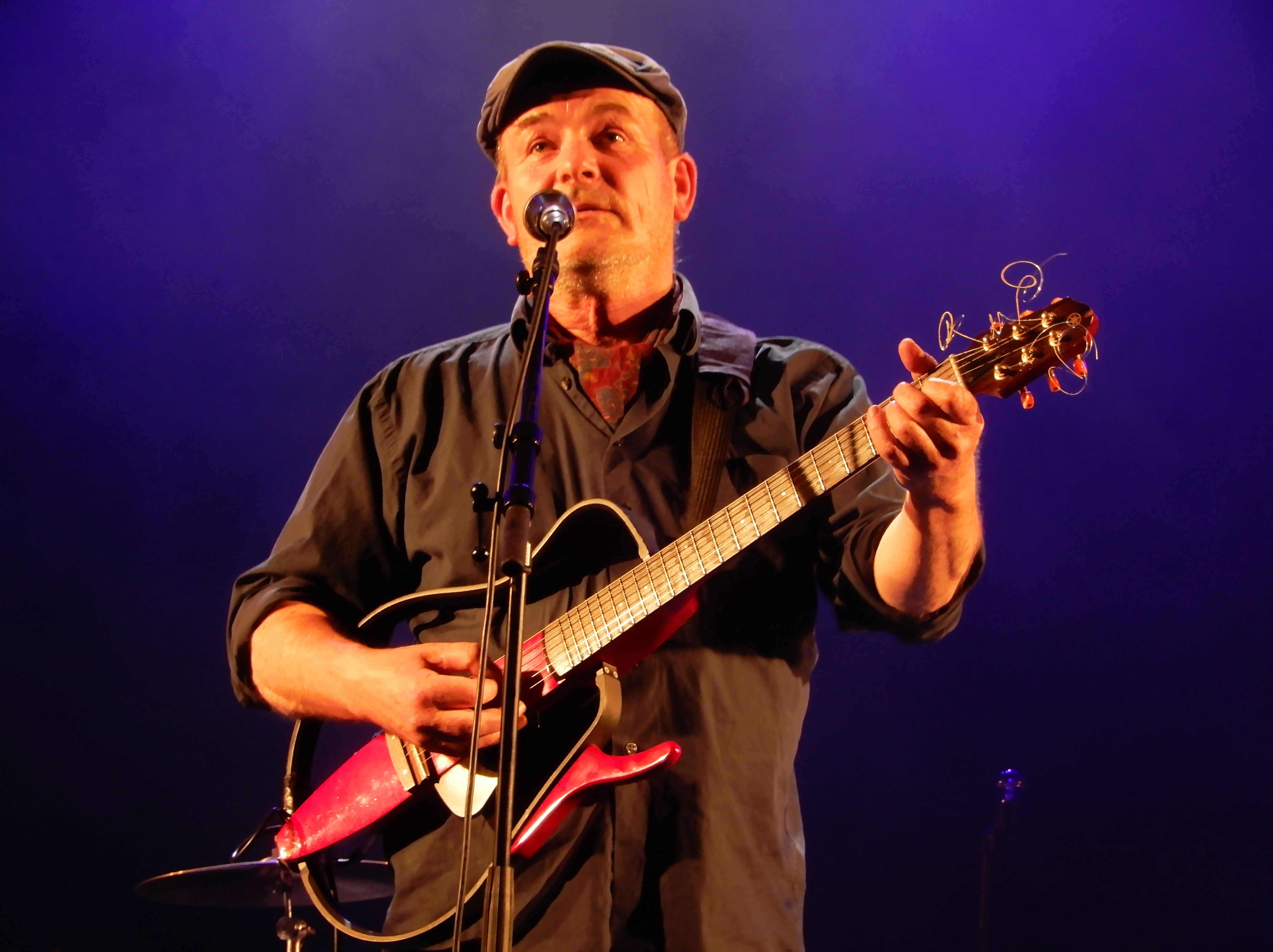
Jean-Pierre Riou (Red Cardell) à Bruz en mai 2019.

Jean-Pierre Riou, né le 27 avril 1963 à Morlaix et résidant à Locquirec, est un auteur-compositeur-interprète français de culture bretonne.
Musicien multi-instrumentiste (Guitares, Mandoline, Banjo, harmonica et bombarde), il est principalement reconnu comme chanteur-guitariste et leader du groupe Red Cardell depuis 1992.
Inspiré par les mots de Prévert, la force de l'interprétation de Brel, l'énergie des Clash, l'ouverture des Talking Heads ou encore les racines blues de Robert Johnson, il suit les traces de ses ainés Alan Stivell et Dan Ar Braz, en cherchant à sa manière à combiner le rock et les musiques actuelles avec les musiques populaires de Bretagne et du monde marqué de sa propre écriture empreinte de poésie.
Comme auteur-compositeur de plus de trois cents chansons parues sur une trentaine d'albums, son expérience de la scène avec des milliers concerts donnés à travers le monde et ses nombreuses collaborations avec des artistes de tous horizons, il est l'un des principaux acteurs du rock en Bretagne et de la scène indépendante en France.

## Biographie

### Contexte familial
En Trégor, sa grand-mère maternelle accordéoniste anime les bals de la région alors que son grand-père éprouve très tôt une vocation de collecteur (son petit-fils possède les cent cinquante pages de son cahier de chants en breton et français recueillis durant l'expédition des Dardanelles de la Grande Guerre. Sa mère, trégoroise, et son père originaire de Tréboul en Cornouaille, sont tous deux instituteurs à Plougras au début des années 1960. Il voit le jour à Morlaix où se situe la maternelle la plus proche de la maison parentale. Benjamin d'une famille de six enfants, il est profondément marqué par ses grands frères jumeaux, plus âgés que lui d'une dizaine d'années. Vénérant le blues et le rock, ils pratiquent en amateurs éclairés la guitare électrique et la batterie dans un foyer « cultivé ».
Âgé de sept ans, sa famille déménage à Lannion, où ses parents ont obtenu un nouveau poste. Deux ans plus tard, il découvre la musique d'Alan Stivell par le disque en public À l'Olympia, un des deux millions d'exemplaires vendus parvenu dans sa maison. Cette musique bretonne vivante, joyeuse et conquérante, est pour lui une immense révélation et la naissance d'une vocation. Après avoir reçu une flûte irlandaise, il reprend d'oreille les grands classiques du harpeur. Semblable émotion le saisit un an plus tard à l'écoute du premier album des Diaouled Ar Menez, dont il reproduit aussi les morceaux de bravoure à la flûte pour commencer. À l'école Joseph Morand de Lannion, Jean-Luc Le Grouyec, un maître remplaçant, lui prête sa bombarde, voyant l'intérêt qu'a l'élève pour la flûte. Mais jouant seul de la bombarde, il ne parvient pas à progresser rapidement.

### Premières expériences
Âgé de onze ans, Jean-Pierre range provisoirement sa « providentielle » bombarde au placard. Rapidement, il imite ses deux frères qui animent des bals dans la région. Il se « fait les mains » à la batterie et sur sa guitare JMR58, en s'immergeant dans la musique de Led Zeppelin, des Shadows, des Who et des Doors. Il commence à pratiquer assidûment la guitare à l'âge de treize ans.
À Locquirec où Jean-Pierre vit désormais, au collège de Plestin-les-Grèves, puis au lycée de Morlaix où il prépare un baccalauréat scientifique, l'envie de vivre de la seule musique devient de plus en plus impérieuse. Il remplace progressivement les reprises par la composition d'un répertoire singulier et l'écriture de texte pour que les mots qu'il souhaite exprimer collent aux notes qui sortent du ventre de sa guitare. Le jeune homme aime les poètes du XIXe siècle et c'est en français qu'il pose les premières pierres d'un répertoire où règnent des histoires de sentiments.Le temps du lycée est aussi celui de l'éducation musicale : la connaissance des multiples musiques du monde avec Bob Marley, Touré Kunda, Talking Heads et King Crimson, la découverte du punk rock des Clash. Il s'intéresse aussi à ce qui est produit plus près de lui : admirateur de Dan Ar Braz, intéressé par Storlok, le premier véritable groupe de rock breton, impressionné par le travail d’orfèvre du guitariste Soïg Sibéril au sein de Kornog, il se délecte aussi aux nouveaux albums de Jacques Higelin parfois accompagné des finistériens Dan Ar Braz et Jacky Thomas. Dans l'intention de suivre des études de statistiques, il quitte Morlaix pour Vannes. Mais son vrai plaisir est de revenir jouer avec son groupe d'amis à Plestin.

### Parcours professionnel

#### La bombarde

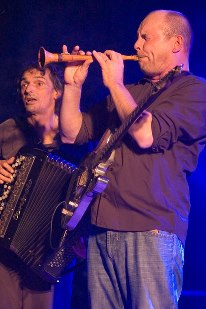
Duo de bombarde et d'accordéon avec Red Cardell

Il retrouve la bombarde au sein du Bagad de Lann-Bihoué pendant son service militaire, où pour accompagner plus tard « le grand » Youenn Gwernig, également à la guitare, sur l'album Emañ ar bed va iliz sorti en 1990, ou encore plus tard avec Penfleps, Red Cardell et Dr Das d'Asian Dub Foundation.

#### Les Joyeux fusibles
En 1980 à Locquirec, avec Louis Le Bihan et Yann Cadran, Jean-Pierre Riou fonde son premier groupe Les Joyeux Fusibles, avec lequel il débute sur les planches, comme guitariste chanteur, en 1982 et 83.
Début 1984, avec Louis Le Bihan, il se rend sur l'autre terre du rock à Londres où il joue dans les clubs, jusqu'à faire la plonge dans les pubs pour assurer son gagne-pain, puis à Brighton, avec un pied-à-terre à Hove, où ils fabriquent une batterie en boites de conserve pour juer sur scène. À son retour à Plestin-les-Grèves, il écrit à nouveau beaucoup s'inspirant de la douleur de Brel et de la colère de Léo Ferré. De ces riches influences découlent sa poétique propre, tournée vers la mélancolie.
En 1993, les trois amis se retrouvent pour sortir leur 1er album, En 2 minutes c'est cuit, en autoproduction, puis vingt ans plus tard, début 2013, pour l'enregistrement du 2e album Petite love qui sort en septembre, In Burn Out le 3e album en 2018 et Pas Si Kpital le 4e album en 2025.

#### Karroth rapée et Electric Arsenal
En 1986, il rencontre des musiciens professionnels, le batteur Jean-Jacques Baillard et le bassiste Gilles Lozach. Avec eux et le pianiste Jean-Luc Jaouan, il enregistre des cassettes pour pouvoir trouver des lieux de représentation. Devenu surveillant au collège des Quatre Moulins, sur la rive droite de la Penfeld à Brest, il se produit depuis cette base arrière dans quantité de lieux en Bretagne, notamment les cafés-concerts alors très répandus et parvient ainsi à donner une quarantaine de concerts par an, mais l'argent que reçoit le groupe couvre à peine les frais de déplacement et l'achat de matériel.
Le groupe qui porte le nom de Karroth Rapée, combo blues façon punk rock est rejoint en 1988 par le guitariste Jacques Pellen, avec lequel il joue ensuite en 1991, dans Electric Arsenal, quatuor ty zef qui fait sonner le tonnerre dans les ports de Brest et Portsall pour quelques concerts hauts en couleur avec David Rusaouen à la batterie et Alain Guilloux à la basse.

#### Penfleps et Red Cardell

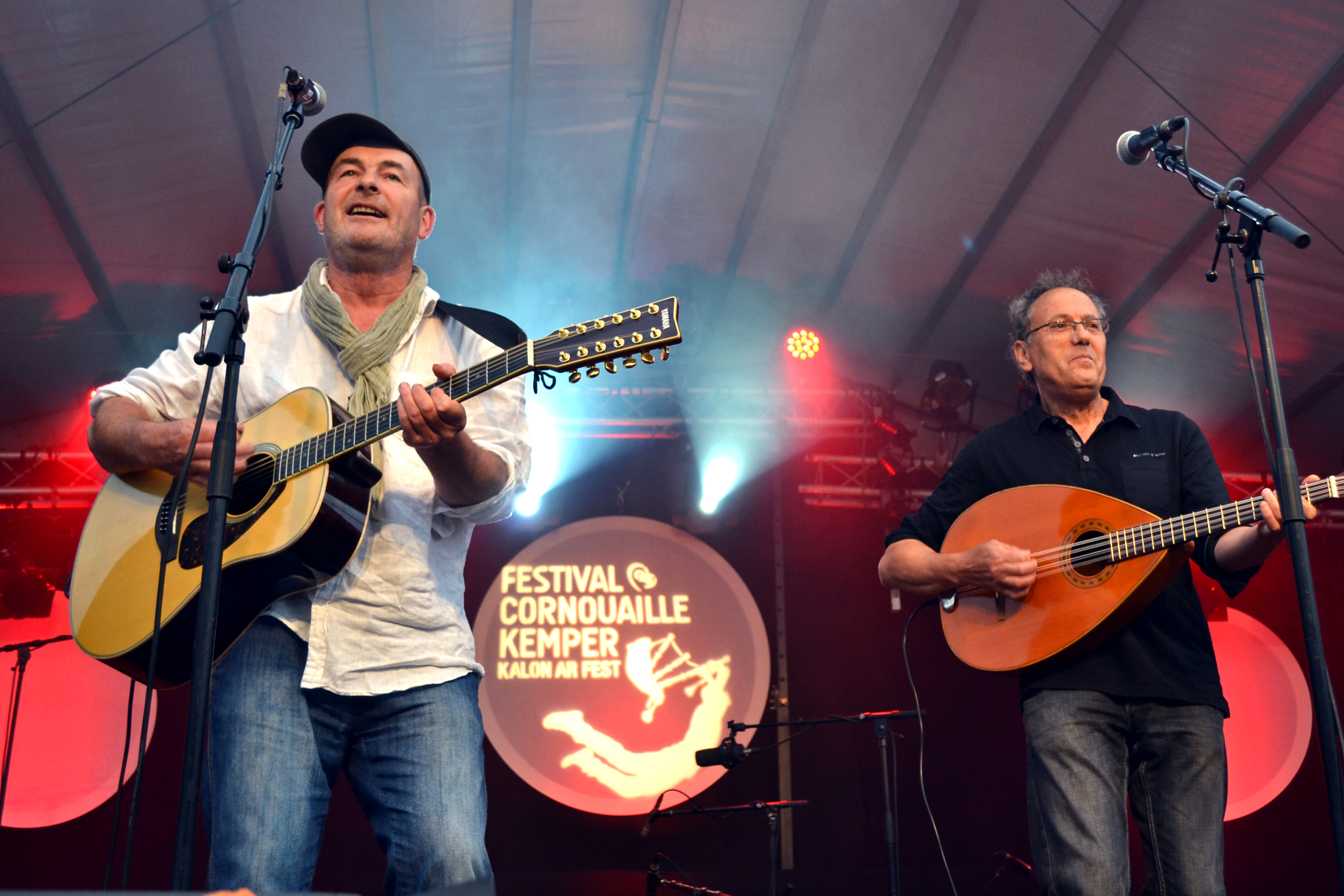
Farid Aït Siameur, à droite, est le chanteur de Penfleps.

En 1989, avec Jean-Jacques Baillard et Farid Aït Siameur (futurs Taÿfa), Jean-Pierre Riou démarre l'aventure Penfleps, rejoints par le percussionniste Jacques Moreau et l'accordéoniste Jean-Michel Moal en 1990 et le bassiste Alain Guilloux en 1991.
Avec Jean-Michel Moal et le batteur Ian Proërer, il fonde Red Cardell en 1992. Il est entre 2012 et 2015 le seul membre originel toujours actif, après le départ de Proërer en 2001 et le retrait de Moal fin 2011 avant son retour en 2016. Avec le groupe, pilier de la scène rock bretonne, il enregistre quelque 150 chansons originales dont il est l'auteur et, l'un des principaux compositeur, sur 18 albums, dont 5 live, et donne pas moins de 2 000 concerts à travers Europe et l'Amérique du Nord.

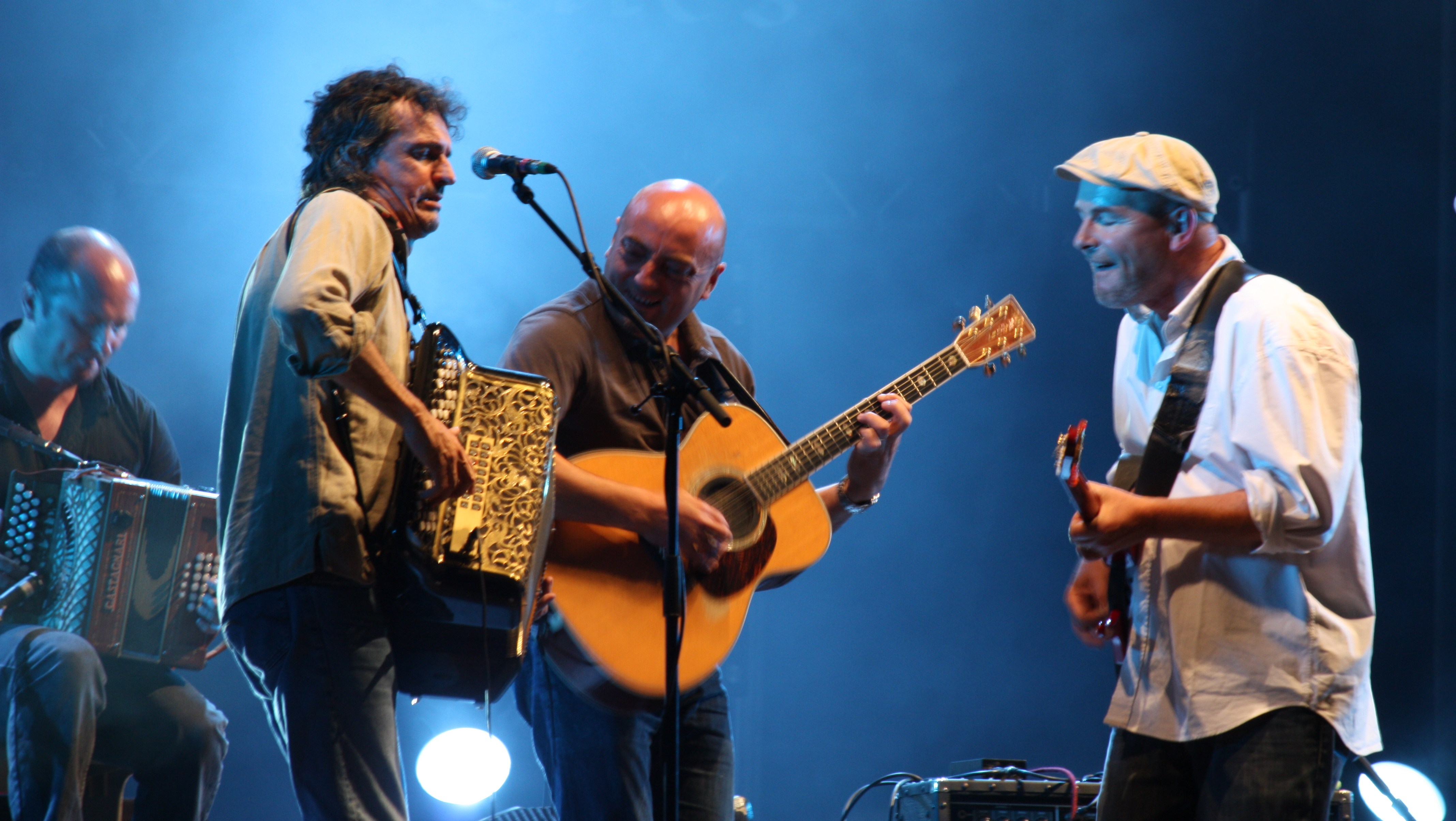
Jean-Pierre Riou avec Jean-Michel Moal et les frères Guichen

Toutes ces années au sein de Penfleps et Red Cardell lui donnent l'occasion de côtoyer la scène indépendante des années 1990 avec La Mano Negra, Les Négresses vertes, Noir Désir, Happy Drivers, Chihuahua ou Pigalle, puis plus tard de partager souvent la scène avec les nombreux invités et amis du groupe tel que Dan Ar Braz, Dave Pegg, Jimme O'Neill, Les Frères Guichen, Ronan le Bars, Louise Ebrel, Gérard Blanchard, Stéfane et Iza Mellino et le Bagad Kemper.
Sur son blog Si ça vous chante, Fred Hidalgo (Paroles et musiques, Chorus) écrit à propos de la musique et des paroles du trio : « Un bonheur de métissage musical... De la chanson française bien comprise... où se rejoignent et s'intègrent des airs d'ici et d'ailleurs, au service de textes significatifs et à l'écriture soignée » et ajoute son sentiment : « Ce qui fait de Red Cardell... l'un des groupes français au long cours les plus originaux et attachants de ces dernières décennies ».
Considéré comme un acteur majeur du rock en Bretagne,, Red Cardell demeure, depuis sa création, l'un des piliers du rock celtique,, doublement enraciné et novateur à l'instar d'Alan Stivell, le précurseur et initiateur de la vague celte des années 1970.

#### Les Citrons
De 1992 à 2010, il forme en parallèle un autre trio avec Jean-Michel Moal et l'accordéoniste Robert Kervran (Della, Jouin, Guichard, Langolff, Allright). Au sein des « Citrons », outre des classiques de Red Cardell revisités, ils interprètent des standards tel que Gloria, Honky Tonk Women ou Mon amant de Saint-Jean lors de concerts festifs et occasionnels.

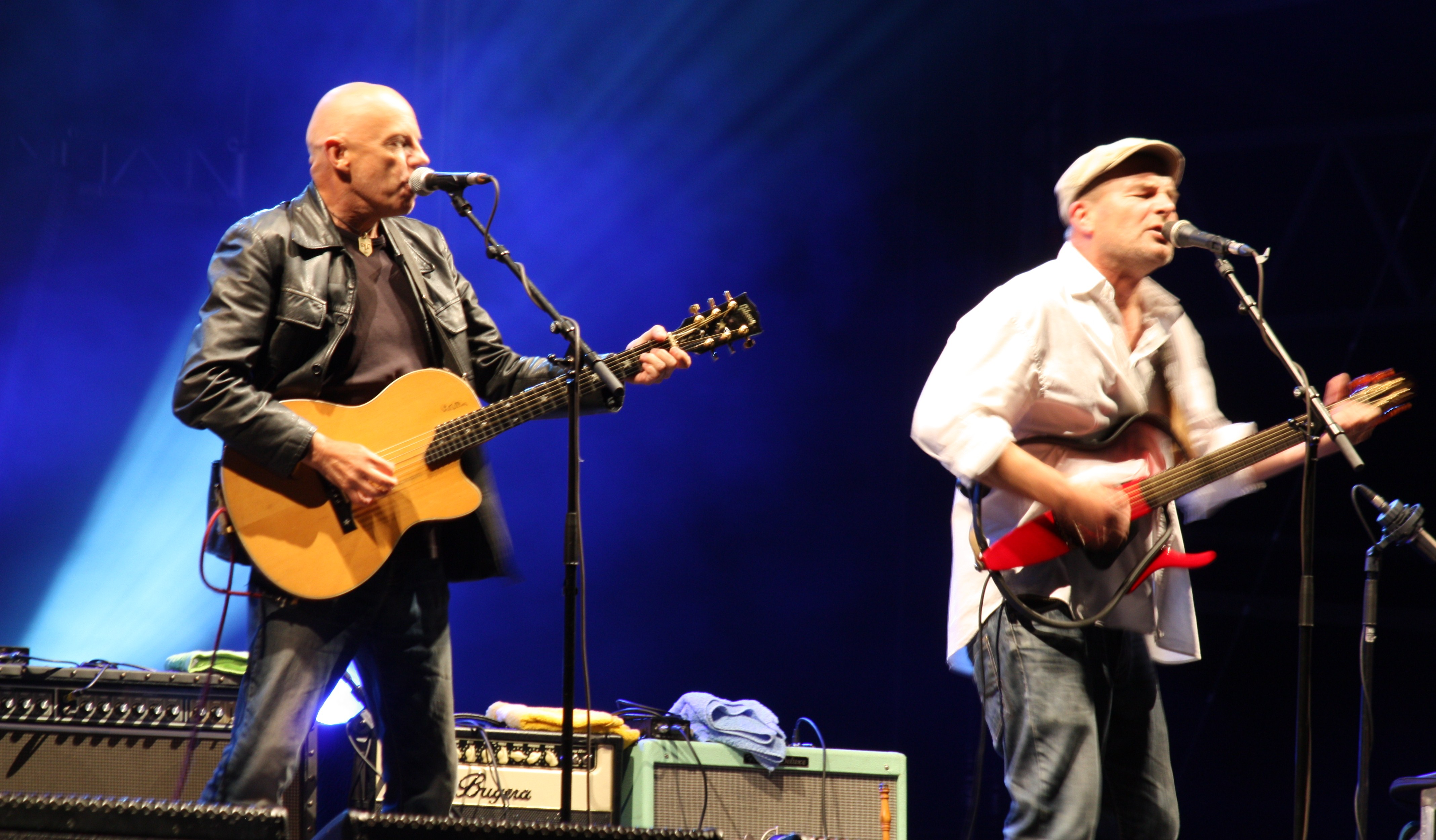
Jimme O'Neill et Jean-Pierre Riou

#### The Celtic Social Club
Le 4 avril 2014, lors d'une conférence de presse au Ceili pub à Quimper, les Vieilles Charrues dévoilent la création de l'année du festival et la présence de The Celtic Social Club le 18 juillet sur la « scène Kerouac » après la prestation de Tinariwen et avant celle d'Elton John. Keltia musique annonce de son côté la sortie d'un album un mois plus tôt, le 18 juin. Caramba spectacles prévoit une tournée en 2015 dont la préparation se fera à La Sirène, la salle de musiques actuelles de La Rochelle. Le groupe initié et dirigé par Manu Masko comprend sept musiciens dont Jean-Pierre Riou.

#### Les livres

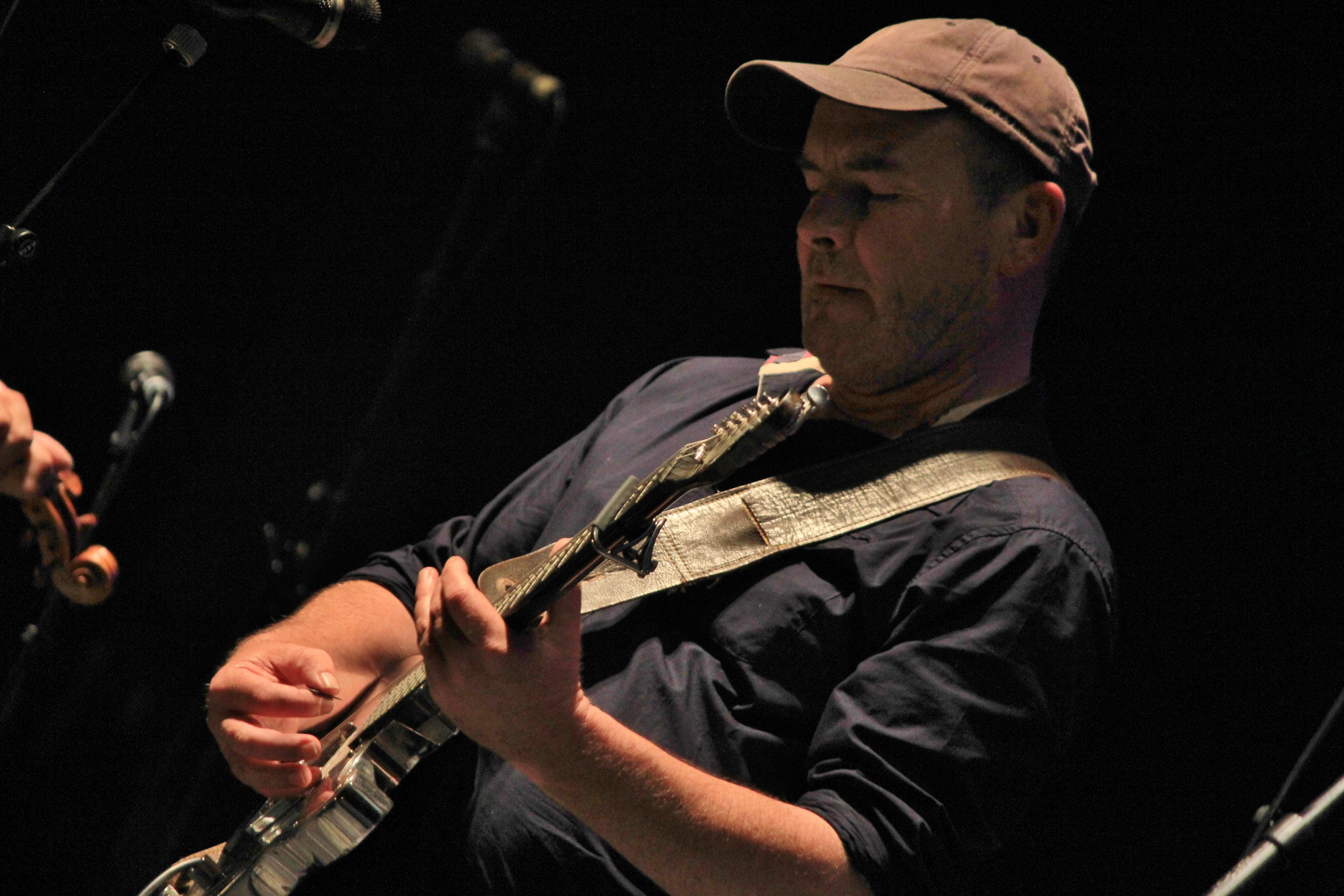
Fest-Rock 2014

En 2008, le journaliste Ronan Gorgiard choisit une photo du chanteur de Red Cardell sur scène pour illustrer la couverture de son livre L'étonnante scène musicale bretonne.
Pour celui écrit par Luc Rodaro Le festival du chant de marin de Paimpol, qui paraît en 2012 aux éditions Planète rêvée, c'est une photo des deux « frêres de la note », Jean-Michel Moal et Jean-Pierre Riou, qui est choisi pour la couverture.
Dans le second tome de Rok - 50 ans de musiques électrifiés en Bretagne de 1960 à nos jours aux éditions LADTK (2013), une photo en filigrane de Jean-Pierre illustre le chapitre Une nouvelle vague celte.
Le livre Red Cardell, vingt !, paru aux éditions Palantines retrace l'épopée du groupe breton, considéré par l'un des vingt auteurs comme l'un des plus grands groupes que la Bretagne ai donné au rock'n roll, et par un autre comme l'un des meilleurs groupes européens.

#### Les autres projets et participations
En 2002, pour leur second album Adrénaline, les nord-finistériens de Merzhin invitent Jean-Pierre à poser sa voix sur le refrain de la chanson Bandit dont il est l'auteur.
En 2003, il écrit et compose des chansons originales pour un duo avec le percussionniste Bruno Babalone nommé le Bal côtier.
Depuis 2006 il intervient régulièrement dans des collèges de Poitou-Charentes, un temps, mais surtout de Bretagne pour animer des ateliers d'écriture et de chant.

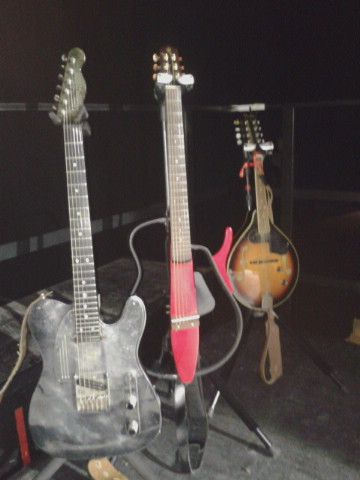
Instruments de scène de Jean-Pierre Riou : guitare James Trussard Steel DeVille, Silent guitar Yamaha et mandoline Fender.

En 2009, il compose la musique du poème Manawyddan
de Bernez Tangi qui paraît sur l'album Lapous an tan du chanteur, poète et locuteur breton.
En 2012, il met en scène la nouvelle création de Startijenn, El-Taqa avec le chanteur de Raï Sofiane Saïdi. Il travaille également à la composition et à la direction artistique de la chorale géante « Chœur de ville » qui enregistre un album avec 800 choristes et donne une représentation avec 2 000 chanteurs amateurs sur le parvis de la Cathédrale Saint-Corentin de Quimper la veille de Noël. En fin d'année il signe le texte Dans mon sac pour l'album Just playing des bigoudens d'Outside Duo.
En juin 2014, il travaille avec Brieg Guerveno à la mise en scène et la production artistique du concert que celui-ci donne le 23 juillet au Festival de Cornouaille sur la scène des jardins de l'évêché. Le 20 juin, il participe à Brest à la « Journée portes ouvertes de la Sacem » qui se déroule sur plus de 70 sites de France métropolitaine, d’Outre-mer et Monaco. Il intervient en tant qu'auteur, compositeur et membre de la Sacem depuis 1990.
En 2016, il coécrit avec l'autrice Karin Serres les chansons du spectacle Bienvenue dont il est le directeur artistique et interprète principal et qui inclut les trois autres musiciens de Red Cardell et la Strange Family, formée de cinq invités des cinq continents.

### Les instruments
En 1992, au commencement de Red Cardell, Jean-Pierre Riou utilise une guitare électrique James Trussart Steel Deville et parfois une Fender Stratocaster Standard. Il utilise aussi une guitare acoustique Martin, et des électro-acoustiques Takamine EN10C, Yamaha Compass CPX et Godin 12 cordes. Comme amplification, il possède un préampli Mesa Boogie Studio, un ampli BGW et un cabinet Marshall JCM900.
À la suite d'un partenariat avec la marque Yamaha en 2000, il opte pour une guitare électrique SG 2000, puis une AES 620 et comme électroacoustiques il joue sur une LLX et les APX 10, 9C et 900. À partir de 2007, il choisit pour la scène une guitare polyvalente Silent guitar SLG 100S. Pour les enregistrements en studio, il utilise la plupart de ses guitares au gré des albums. Comme amplification, il choisit d'abord un Yamaha DG130H double corps puis adopte finalement, en 2007, un Fender Hot Rod Deluxe.
Multi-instrumentiste il joue aussi sur une mandoline Fender FM5ZE et utilise deux bombardes, une Glet-Hervieux en si{\displaystyle \flat } (si bémol) et une Rudy Le Doyen en la.

## Vie privée
Jean-Pierre a un fils, Léopold Riou, né à Lannion en 1996. Celui-ci devient virtuose à la guitare qu'il apprend et joue avec son père. Il devient membre officiel du groupe brestois Matmatah en 2021.